# Гункоп
Гункоп (нід. Hoenkoop) — селище в нідерландській провінції Утрехт. Входить до муніципалітету Аудеватер.
Його площа становить 0,09 км², а населення станом на 2021 рік складало 455 осіб.
Перша згадка про населений пункт датується 1299 роком.
До 1970 року мало статус окремого муніципалітету.

## Галерея

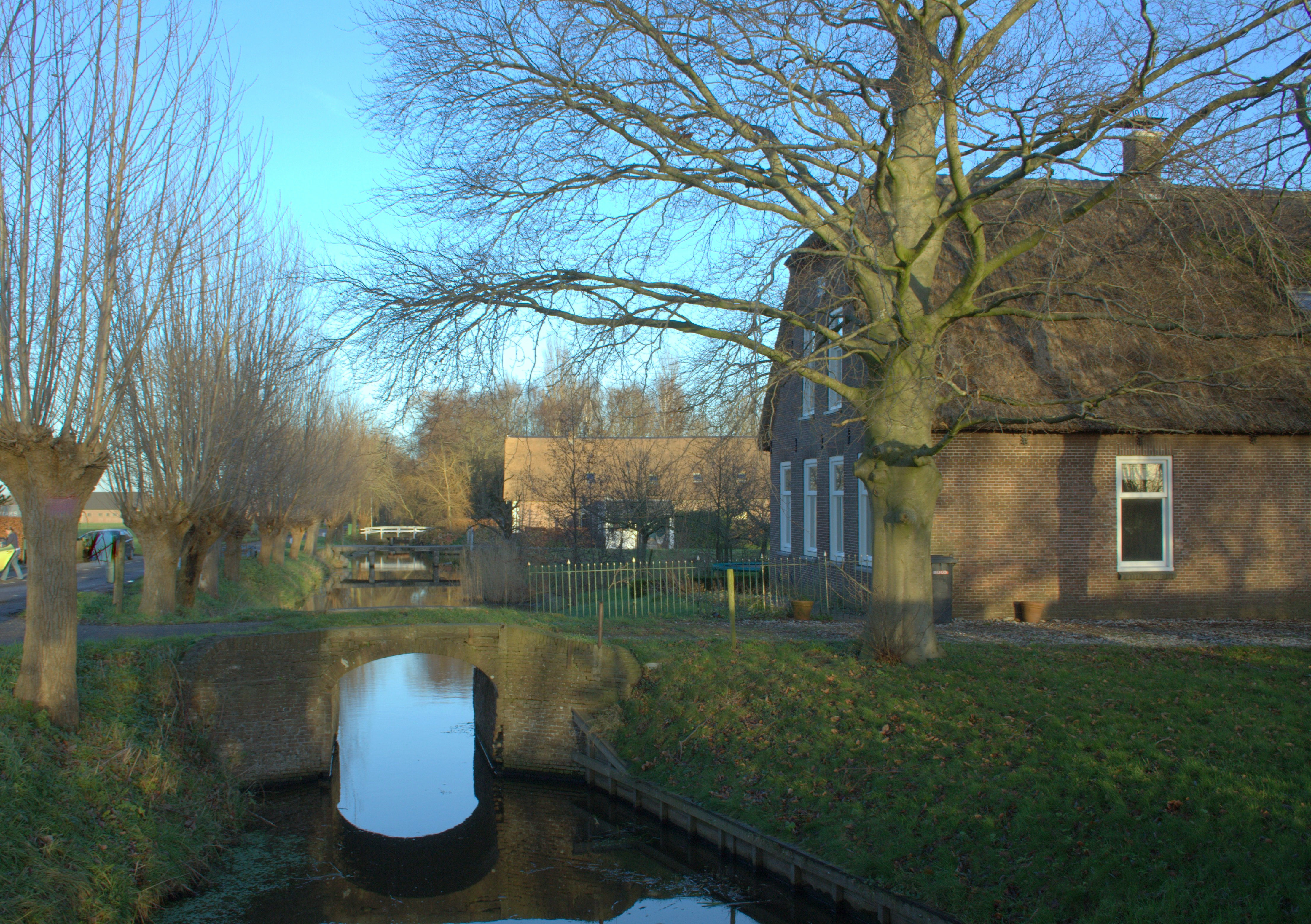
Ферма у Гункопі
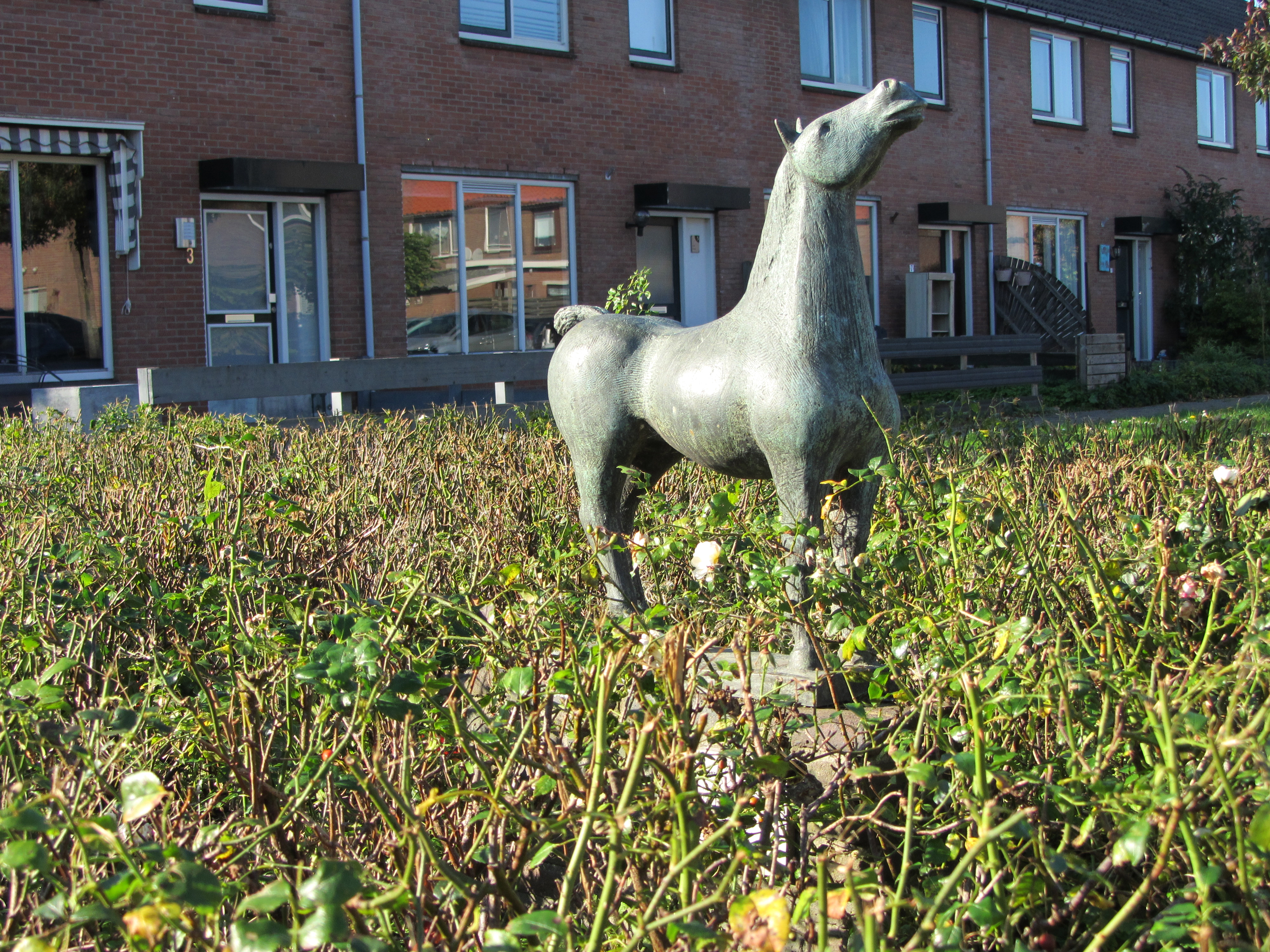
Статуя коня
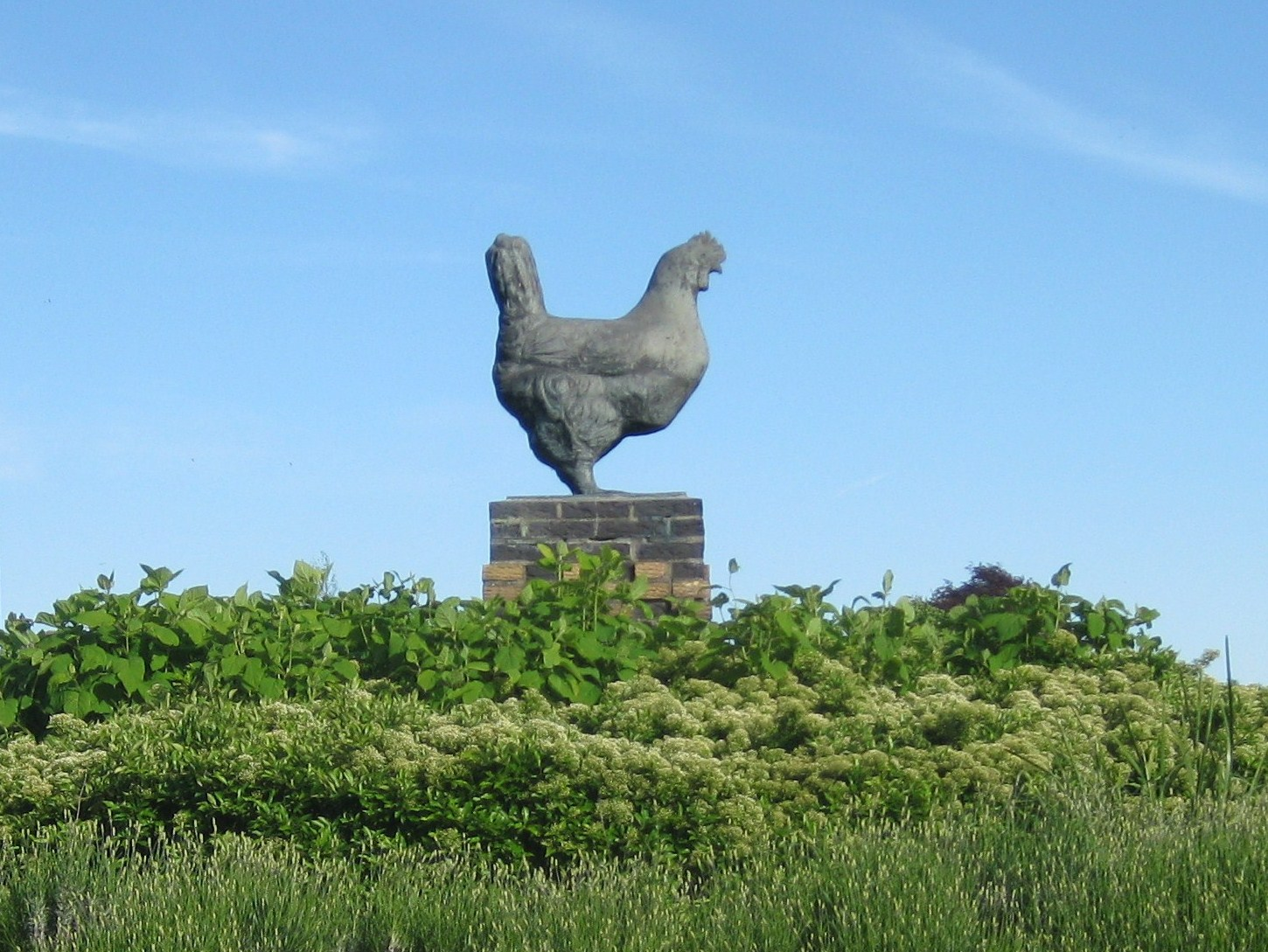
Статуя курки